# Polyacanthus aculeatus
Polyacanthus aculeatus är en kräftdjursart som först beskrevs av Gustav Budde-Lund 1885.  Polyacanthus aculeatus ingår i släktet Polyacanthus och familjen Armadillidae. Inga underarter finns listade i Catalogue of Life.